# Planète géante

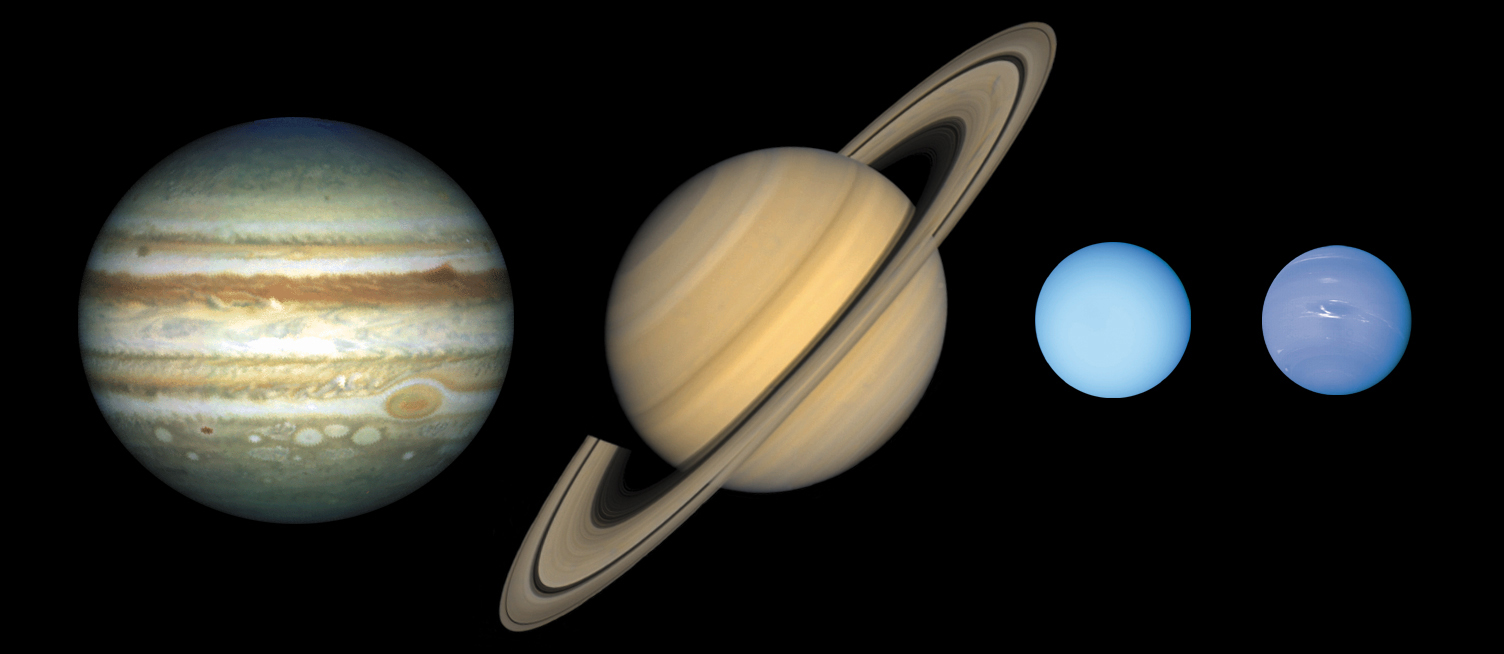
Les quatre planètes géantes du Système solaire à l'échelle : Jupiter, Saturne, Uranus et Neptune.

Une planète géante, parfois abrégé simplement en géante en l'absence d'ambiguïté (notamment avec les étoiles géantes), est une planète très volumineuse. Ce type de planète forme l'une des deux familles de planètes que l'on trouve dans le Système solaire. L'autre famille regroupe les quatre planètes telluriques.
Ces planètes sont, dans le Système solaire, les quatre planètes les plus éloignées du Soleil. Ces planètes possèdent un nombre important de satellites. Elles possèdent aussi toutes des anneaux planétaires. Elles s'opposent aux planètes telluriques, composées principalement de roches et de métaux.
Bien qu'historiquement regroupées dans une seule et même catégorie, les astronomes subdivisent les planètes géantes en deux catégories distinctes : les planètes géantes gazeuses (terme autrefois utilisé pour désigner l’ensemble des planètes géantes), aussi nommées planètes joviennes ou parfois géantes joviennes en référence à Jupiter, qui sont composées presque exclusivement d'éléments chimiques légers (hydrogène et hélium) ; et les planètes géantes de glaces, qui ont également une épaisse atmosphère d'hydrogène et d'hélium mais dont la composition globale en volume contient beaucoup plus de composés plus lourds appelés "glaces". Dans le Système solaire, la première sous-catégorie regroupe Jupiter et Saturne, composées d'environ 90 % de gaz (hydrogène, hélium), alors que la deuxième regroupe Uranus et Neptune, qui ne contiennent sur l'ensemble de leur volume qu'environ 20 % d'hydrogène et d'hélium.

## Caractéristiques physiques

### Composition chimique
Les atmosphères des planètes géantes sont constituées principalement d'hydrogène et d'hélium. Des traces importantes de méthane sont présentes dans les atmosphères d'Uranus et de Neptune, et sont la cause de la coloration bleutée de ces planètes.
| Composant      | Jupiter | Saturne | Uranus | Neptune | Terre      |
| -------------- | ------- | ------- | ------ | ------- | ---------- |
| Hydrogène (H2) | 87 %    | 93 %    | 83 %   | 80 %    | 0,000055 % |
| Hélium (He)    | 13 %    | 5 %     | 15 %   | 19 %    | 0,000524 % |
| Méthane (CH4)  | 0,1 %   | 0,2 %   | 2,3 %  | 1,5 %   | 0,0001745  |

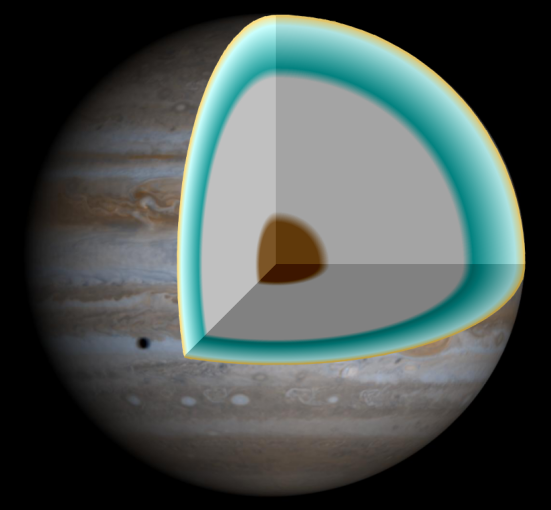
Coupe de l'intérieur de Jupiter. Le noyau central (hypothétique, en marron) est entouré d'une épaisse couche d'hydrogène métallique (en gris).

Du fait de leur épaisse atmosphère, la surface des géantes est invisible quelle que soit la longueur d'onde utilisée. Les couches supérieures de celle-ci, dont la pression est inférieure à 10 bars, sont par contre directement accessibles aux instruments d'observation. De plus, les conditions de pression et de température qui règnent dans les profondeurs de l'atmosphère des géantes sont difficiles (voire impossibles) à reproduire en laboratoire. La composition chimique et l'état de la matière des noyaux des planètes géantes sont donc déduites de modèles de formation et de suppositions théoriques. Une étude de Joon Eggert et de son équipe du Lawrence Livermore National Laboratory développe une théorie selon laquelle les noyaux d'Uranus et de Neptune contiendraient du carbone cristallin tétraédrique (diamant). La structure interne des deux plus grosses planètes (Jupiter et Saturne) serait quant à elle dominée par des couches d'hydrogène liquide et métallique.

### Pression et température
Grâce aux données fournies par les sondes spatiales qui les ont survolées, il est possible de reconstruire (à l'aide de modèles mathématiques complexes) les conditions de température et de pression internes des planètes géantes. Le modèle structurel des géantes n'est basé que sur des théories, car on ne sait pas ce qui se passe au-dessous de 150 km de profondeur, limite à laquelle jamais aucune sonde spatiale n'a pénétré ni observé les couches plus profondes (plus particulièrement de Jupiter, planète considérée comme modèle de sa catégorie). À partir d'essais en laboratoire et des hypothèses les plus probables, les planétologues ont avancé des chiffres extrêmes. On considère, par exemple, qu'au centre de Jupiter, la pression atteint 70 millions de bars sous une température de 20 000 K, alors que sa surface ne dépasse pas −160 °C à des niveaux où la pression est fixée à 1 bar (au sommet des nuages visibles). Le module de descente atmosphérique de la sonde Galileo, seul engin à avoir pénétré directement dans l'atmosphère d'une planète géante (en l'occurrence Jupiter), n'était descendu qu'à 150 km sous les plus hauts nuages et avait pu enregistrer 153 °C sous 22 bars à cette profondeur, après quoi on perdit son signal. La sonde Juno, arrivée en 2016 dans la région de Jupiter, a poursuivi ses observations jusqu'en 2021 afin d'en savoir plus sur son atmosphère, ce qui se trouve en dessous ainsi que les origines de la planète et donc des autres planètes du même type.

### Dimension et masse, rotation et aplatissement
Le rayon équatorial des géantes varie d'environ 4 rayons terrestres pour les plus petites (Uranus et Neptune) à plus de 10 rayons terrestres (Jupiter). Leur densité est de l'ordre de grandeur de celle de l'eau (1 000 kg/m3), très inférieure à celle des planètes telluriques (4000-5 000 kg/m3). Leur masse par contre peut être très importante, de 15 à 315 masses terrestres (≈ 1025-1027 kg) pour les planètes du Système solaire. En dehors de ces différences physiques, une particularité des géantes par rapport aux planètes telluriques est leur période de rotation, beaucoup plus rapide. Le jour sidéral est de l'ordre de 10 heures pour Jupiter, Saturne et Uranus et de 15-16 heures pour Neptune. Ces vitesses entraînent un aplatissement beaucoup plus prononcé aux pôles que dans le cas des planètes telluriques (phénomène accentué par la composition gazeuse des planètes). En vertu du principe de la conservation du moment cinétique, les astronomes supposent que cette caractéristique est liée à la légère contraction (diminution du rayon) des planètes au cours du temps.

### Champ magnétique et magnétosphère

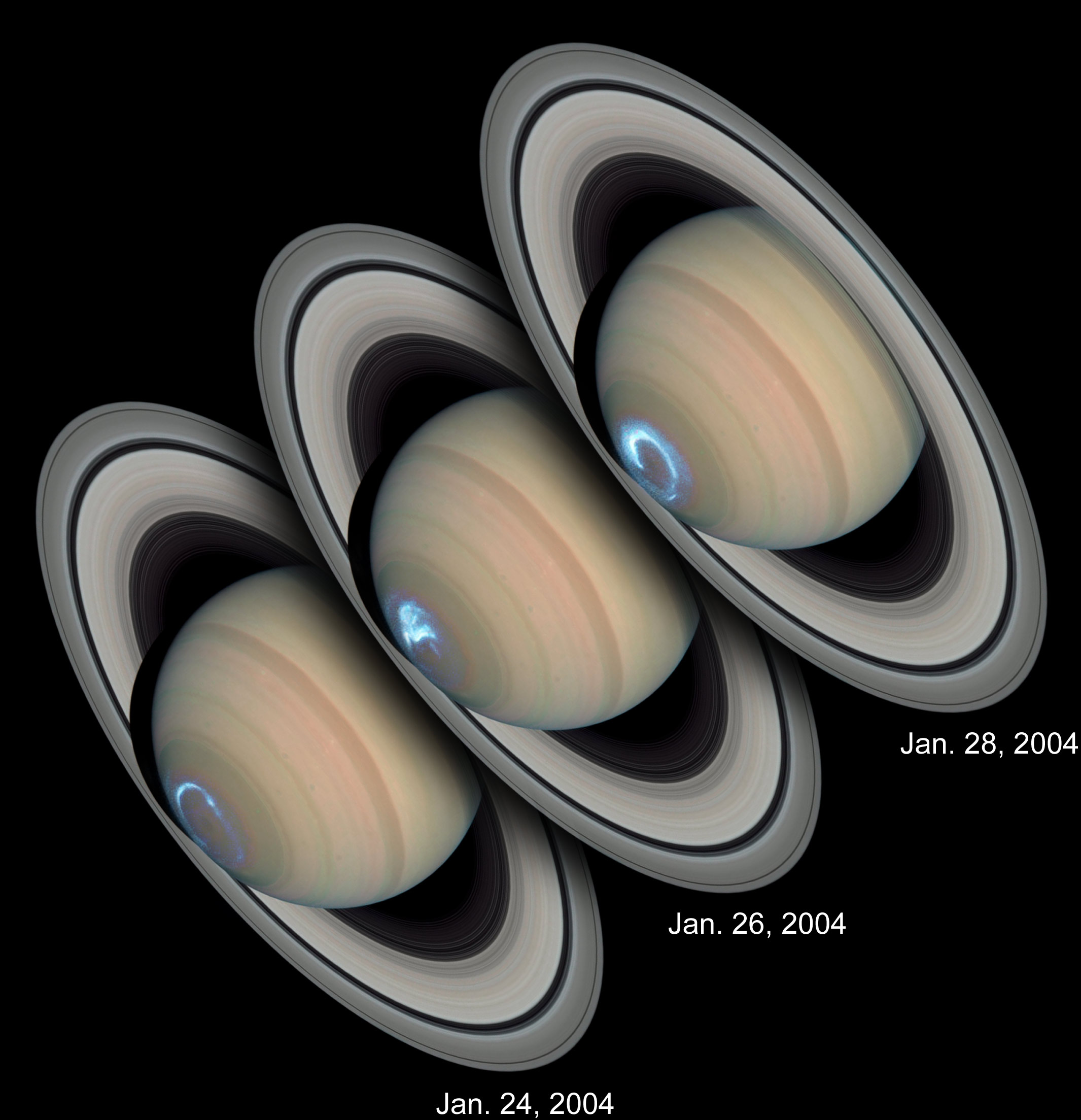
Série de photographies (lumière visible et UV) par le télescope spatial Hubble d'une aurore sur Saturne.

Les quatre planètes géantes du Système solaire génèrent des champs magnétiques puissants en raison de la vitesse de rotation rapide de leur noyau central métallique. La rencontre des magnétosphères avec le vent solaire produit des aurores australes et boréales aux pôles des planètes.

## Anneaux et satellites

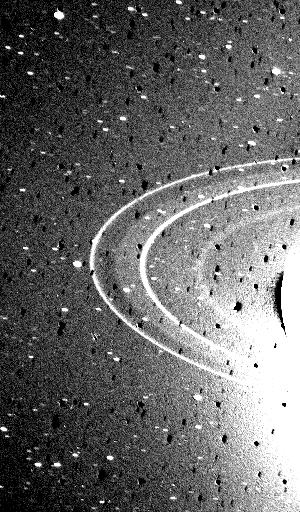
Anneaux de Neptune photographiés par la sonde spatiale Voyager 2 en 1989.

Avec la découverte par la sonde Voyager 2 des anneaux de Jupiter et de Neptune, il s'avère que toutes les planètes géantes du Système solaire possèdent des anneaux planétaires. Cependant, la variété des anneaux, quasiment indécelables pour Jupiter et très étendus pour Saturne, ne permet pas de les considérer comme une caractéristique générique de ce type de planète. Leur formation est liée aux effets de marée des planètes géantes. La grande masse de ces planètes interdit à des satellites de demeurer à une distance inférieure à une limite (dite limite de Roche) sans être détruits. De plus, au-dessous de la limite de Roche, les poussières et les glaces ne peuvent pas donner naissance à un satellite par accrétion, ils sont nécessairement éparpillés le long d'anneaux concentriques situés dans le plan équatorial de la planète.
La grande masse des planètes géantes permet également de rendre compte du grand nombre et de la variété de leurs satellites. Une partie de ceux-ci sont des astéroïdes ou des objets transneptuniens capturés par le champ gravitationnel des planètes |
| Nombre     | Jupiter | Saturne | Uranus | Neptune |
| ---------- | ------- | ------- | ------ | ------- |
| Anneaux    | 3       | 7       | 13     | 5       |
| Satellites | 92,     | 82      | 29     | 14      |

## Formation

### Modèle traditionnel de formation: les géantes du Système solaire
Le mécanisme de formation des planètes géantes diffère peu de celui des planètes telluriques. Elles se seraient formées par accrétion de poussières et de glaces provenant de la nébuleuse primordiale. La différence de constitution provient du fait qu'à proximité du Soleil beaucoup d'éléments chimiques sont vaporisés et que seuls subsistent les métaux et les roches silicatées qui deviendront les constituants des planètes telluriques. En considérant que la composition du disque protosolaire est conforme aux abondances cosmiques, ces éléments sont les moins abondants (l'hydrogène est l'élément dominant avec 75 % de la masse totale, 23 % pour l'hélium). À une distance plus grande du Soleil, un nombre d'éléments beaucoup plus important peuvent se maintenir à l'état solide (le carbone et l'oxygène notamment) et serviront de briques pour la formation de planétésimaux plus massifs que ceux du système interne. Après avoir atteint une taille critique (estimée à 8-10 masses terrestres), les planètes sont capables de retenir dans leur champ gravitationnel les éléments les plus volatils et les plus nombreux de la nébuleuse primordiale (l'hydrogène et l'hélium).

### Bouleversement du modèle traditionnel: les exoplanètes et «Jupiter chauds»
Comme l'indique le paragraphe précédent, on estime habituellement que les géantes se forment à une distance importante de leur étoile. Les disques d'accrétion des étoiles ne sont pas suffisamment denses pour permettre la formation de planètes aussi massives à leur proximité.
La découverte d'exoplanètes de type géantes très proches de leur étoile, à la fin des années 1990, a forcé les scientifiques à modifier cette théorie. Les Jupiters chauds, une classe particulière de géante gazeuse, se sont également formées à bonne distance de leur étoile ; par la suite, elles se sont rapprochées de celle-ci par un phénomène appelé migration planétaire. Cette théorie permet d'expliquer l'existence de planètes géantes avec des périodes orbitales aussi courtes que 3 ou 4 jours (à titre de comparaison, la période orbitale de la Terre est de une année). La proximité de leur étoile entraîne l'élévation de la température de leur atmosphère à plus de 1 000 °C, ce qui entraîne des phénomènes parfois violents (pouvant aller jusqu'à une évaporation partielle de l'exosphère de l'astre comme sur Osiris).
Néanmoins, la confirmation en avril 2004 de l'existence de planètes de la masse de Jupiter avec des périodes orbitales de l'ordre de un jour ouvre à nouveau le problème : comment de tels astres, baptisés Jupiters très chauds, peuvent-ils survivre dans de telles conditions ?
De plus, la théorie de la migration (voir ci-dessous) est remise en question par la découverte, le 2 janvier 2008 par l'Institut Max-Planck de recherche sur le Système solaire (Heidelberg en Allemagne), d'une jeune planète en formation dans le disque circumstellaire de TW Hydrae, une étoile de moins de 10 millions d'années qu'elle frôle à moins de 0,04 unité astronomique, soit 25 fois moins que la distance entre la Terre et le Soleil. L'étude de cette planète géante dix fois plus massive que Jupiter devra permettre de mieux comprendre la formation des planètes,. Il s'agit de la première planète détectée autour d'une étoile de moins de 100 millions d'années.

## Incidence sur les planètes internes
La présence de géantes gazeuses dans un système planétaire a de grandes conséquences sur l'évolution du système. Elle permet notamment la stabilisation des orbites de toutes les planètes (selon leur nombre). Le modèle de Nice — du nom de l'Observatoire de la Côte d'Azur à Nice — part de l'idée que les planètes géantes étaient autrefois plus confinées qu'actuellement. Les interactions gravitationnelles entre le disque de planétésimaux et les planètes conduisent à un rapprochement du Soleil de Jupiter et à un éloignement de Saturne, d'Uranus et de Neptune. Cette lente migration des planètes a favorisé la déstabilisation du disque et aurait engendré le grand bombardement tardif des planètes internes (LHB : Late Heavy Bombardment).